# جوستين إدواردز (لاعب كرة سلة)
جوستين إدواردز (31 أكتوبر 1992 في كندا - ) هو لاعب كرة سلة كندي في مركز مدافع مسدد الهدف.

## وصلات خارجية
- جوستين إدواردز على موقع كرة السلة الأوروبية.كوم (الإنجليزية)
- جوستين إدواردز على موقع كلية كرة السلة في سبورتس رفرنس.كوم (الإنجليزية)
- جوستين إدواردز على موقع ريلجم (الإنجليزية)
- جوستين إدواردز على موقع بروبوليرز (الإنجليزية)
- جوستين إدواردز على موقع سبورتس رفرنس (الإنجليزية)